# Abyei (distretto)
Abyei (in arabo أبيي) è un'area del Sudan di 10.460 km², a cui è stato concesso uno "speciale status amministrativo" da parte del Protocollo sulla risoluzione del conflitto di Abyei contenuto nel Comprehensive Peace Agreement che ha concluso la Seconda guerra civile sudanese. Storicamente considerato il ponte tra Sudan del Nord e del Sud, il territorio faceva parte del Kordofan Occidentale, stato del Sudan ora abolito. Il protocollo prevede che l'area di Abyei sia, in via provvisoria, contemporaneamente parte degli Stati di Kordofan meridionale (Sudan) e di Bahr al-Ghazal settentrionale (Sudan del Sud).
Le controversie seguite all'accordo di pace, sfociate in scontri e violenze, hanno portato a un processo di arbitrato internazionale in seguito al quale, il 22 luglio 2009, la Corte permanente di arbitrato dell'Aia ha ridisegnato i confini di Abyei per rendere l'area significativamente più piccola di quella originale. I nuovi confini sono stati approvati dalle parti in causa.

Nord Sudan
Darfur
fronte orientale
Sud Sudan (Referendum sull'indipendenza del Sudan del Sud del 2011)
Abyei
Montagne di Nuba e Nilo Azzurro

     Nord Sudan
     Darfur
     fronte orientale
     Sud Sudan (Referendum sull'indipendenza del Sudan del Sud del 2011)
     Abyei
     Montagne di Nuba e Nilo Azzurro

## Storia
Agli inizi del XX secolo, all'epoca del condominio anglo-egiziano sul Sudan, l'area di Abyei era abitata da due popoli, i Dinka, tribù agricola del Sudan meridionale, e i Misseriya, tribù nomade araba. Nel 1965, durante la prima guerra civile sudanese, il massacro di 72 Ngok Dinka nel comune di Babanusa, a maggioranza Misseriya, portò le due tribù a schierarsi apertamente: i Ngok Dinka a favore dei separatisti di Anyanya, i Misseriya con il governo sudanese. A dividere le due etnie, la storica questione del controllo dell'acqua del fiume Kiir che rende i terreni di Abyei tra i più fertili del Sudan.
Gli Accordi di Addis Abeba del 1972 che misero fine alla guerra includevano una clausola che prevedeva un referendum per l'autodeterminazione di Abyei, permettendo di scegliere di restare al nord o aderire al sud autonomo. Il referendum non fu mai svolto e gli scontri tra le tribù non cessarono, continuando per tutta la Seconda guerra civile sudanese.
Negli anni ottanta notevoli risorse petrolifere vennero individuate nel bacino di Muglad, il cui sfruttamento è iniziato nel decennio successivo. Più di un quarto della produzione nazionale di petrolio del Sudan nel 2003 e nel 2004 veniva da Abyei, in particolare i campi petroliferi più consistenti di Heglig, Bambolo e Diffra diventarono oggetto di attenzioni sia da parte delle fazioni in lotta che da parte della Cina e delle potenze occidentali. Il controllo della zona diventò essenziale anche per il passaggio del Grande Oleodotto del Nilo che da Heglig (attualmente da Unità) porta il petrolio fino alle raffinerie di Port Sudan sul Mar Rosso.
Nel maggio 2008 la città di Abyei fu l'epicentro di gravi scontri tra le truppe governative sudanesi e l'Esercito di Liberazione del Popolo di Sudan con oltre 100 morti e 50.000 sfollati. Nel luglio 2009 un arbitrato internazionale riconobbe al governo di Khartum i bacini di idrocarburi a nord, est e ovest della città di Abyei ed i campi petroliferi di Heglig e Bambolo; al Sud venne assegnato il centro urbano di Abyei, il campo petrolifero di Diffra e le terre fertili attorno alla città. Le due fazioni hanno dichiarato di accettare l'arbitrato della Corte permanente dell'Aia.
Il Protocollo sulla risoluzione del conflitto di Abyei del gennaio 2005, concedendo lo "speciale status amministrativo" all'area, prevedeva che Abyei avesse il diritto a scegliere tramite referendum se rimanere con il Nord o tornare al Sud. Tuttavia, mentre il Sudan del Sud sceglieva pacificamente la costituzione di un nuovo Stato mediante il referendum svoltosi nel 2011, nell'area di Abyei continuano le violenze e gli scontri, tra cui quello del gennaio 2011 con più di trenta morti e decine di feriti e non si sa quando sarà indetto il referendum.